# Virgil Spier
Virgil Spier (Amsterdam, 8 januari 1981) is een Nederlandse atleet, die zich aanvankelijk specialiseerde in de meerkamp, maar zich de laatste jaren uitsluitend richt op de sprint en het hordelopen. Hij schreef tijdens zijn juniorentijd een drietal nationale jeugdtitels op zijn naam, maar bij de Nederlandse seniorenkampioenschappen bleven overwinningen tot nu toe uit. Al was hij er vele malen dicht bij. Zo veroverde hij op de NK indoor vanaf 2001 op zowel de 60 m als de 60 m horden vele zilveren en bronzen medailles.

## Biografie

### Begonnen als tienkamper
Als D-junior was Spier lid van de Haagse atletiekclub Sparta. Hier toonde hij zijn talent, maar scoorde niet gelijk topprestaties. Zo komt hij op de allertijdenlijsten niet voor bij de jongens D, C en B. In 2000 plaatste hij zich als A-junior tijdens het NK meerkamp voor senioren via een vijfde plaats op de tienkamp met een totaal van 7164 punten voor de wereldkampioenschappen voor junioren in Santiago. Daar begon hij zeer goed aan zijn tienkamp met 10,54 s op de 100 m, de vierde Nederlandse juniortijd aller tijden. Vervolgens moest hij echter met een hamstringblessure de strijd opgeven.
In 2001 mocht hij Nederland vertegenwoordigden bij de tienkamp op de Europese kampioenschappen onder 23 jaar, die dat jaar werden gehouden in het Olympisch Stadion in Amsterdam. Ook hier had hij te kampen met een blessure, maar werd ondanks dat toch nog negende.

### Overstap naar horden en sprint
In 2002 werd Virgil Spier op de NK indoor, evenals het jaar ervoor, tweede op 60 m en vierde op de 60 m horden, waarna hij dat jaar op de EK indoor in Wenen eveneens op deze onderdelen in actie kwam. Op beide onderdelen sneuvelde hij echter in de voorrondes met respectievelijk 6,73 s om 7,89.

### Als reserve naar de Olympische Spelen
Het Nederlandse estafetteteam op de 4 x 100 m estafette richtte zich in 2008 op het veroveren van een ticket voor de Olympische Spelen van 2008 in Peking. Tijden van 38,92 en 39,03 leverden op de wereldranglijst echter een zeventiende plaats op, terwijl de IOC-norm was dat de eerste zestien een uitnodiging voor de Spelen tegemoet konden zien. Nederland profiteerde echter optimaal van het wegvallen van het bij de eerste zestien geklasseerde Australië, dat zich voor de Spelen afmeldde. Hierdoor werd alsnog een ticket voor de Spelen bemachtigd. Spier werd, net als Gregory Sedoc, die overigens ook deelnam aan de 110 m horden, uitgezonden als reserveloper. De vier basislopers van het team waren Maarten Heisen, Guus Hoogmoed, Patrick van Luijk en Caimin Douglas.
De ploeg vertrok naar Peking met als doel het Nederlands record te verbeteren, dat sinds 30 augustus 2003 op 38,63 stond, gelopen door het team dat op de wereldkampioenschappen in Parijs de bronzen medaille veroverde. Zover kwam het niet. De Nederlandse equipe moest in zijn serie aantreden tegen sterke ploegen als die van de Verenigde Staten, Trinidad & Tobago, Japan en Polen. Verrassend genoeg overleefden de Nederlanders deze slag en werden met 38,87, de snelste tijd van het jaar, zelfs derde. Een dag later kwam in de finale, waarin Jamaica met een nieuw wereldrecord van 37,10 uit de bus kwam, aan alle euforie een eind, doordat de wissel tussen Guus Hoogmoed en Patrick van Luijk mislukte. Gezien de voorgeschiedenis was het halen van de finale op zichzelf echter al boven verwachting. Virgil Spier hoefde in Peking niet in actie te komen.
Spier is tegenwoordig lid van atletiekvereniging AAC en woont in Amsterdam.

## Persoonlijke records
Outdoor
| Onderdeel    | Prestatie | Datum            | Plaats    |
| ------------ | --------- | ---------------- | --------- |
| 100 m        | 10,48 s   | 19 mei 2001      | Hoorn     |
| 200 m        | 21,17 s   | 30 augustus 2001 | Peking    |
| 110 m horden | 13,79 s   | 18 juli 2003     | Bydgoszcz |
| verspringen  | 7,26 m    | 13 juli 2001     | Amsterdam |
| kogelstoten  | 13,03 m   | 13 juli 2001     | Amsterdam |
| tienkamp     | 7469 p    | 13 juli 2001     | Amsterdam |

Indoor
| Onderdeel   | Prestatie | Datum            | Plaats    |
| ----------- | --------- | ---------------- | --------- |
| 50 m        | 5,87 s    | 25 januari 2003  | Zuidbroek |
| 60 m        | 6,70 s    | 17 februari 2002 | Gent      |
| 50 m horden | 6,77 s    | 24 januari 2004  | Zuidbroek |
| 60 m horden | 7,76 s    | 16 februari 2002 | Gent      |
| zevenkamp   | 5459 p    | 28 januari 2001  | Praag     |

## Prestatieontwikkeling
| Jaar | Tijd (60 m horden) |
| ---- | ------------------ |
| 2002 | 7,76               |
| 2003 | 7,80               |
| 2004 | 7,81               |
| 2005 | 7,79               |
| 2006 | 7,83               |
| 2007 | 7,89               |

## Palmares

### 60 m
- 2001:  NK indoor - 6,78 s
- 2002:  NK indoor - 6,73 s
- 2002: DNS ½ fin. EK indoor (4e in serie met 6,73 s)
- 2003:  NK indoor - 6,74 s
- 2013: 4e NK indoor - 7,04 s

### 100 m
- 2001:  NK - 10,56 s (+1,2 m/s)
- 2008:  NK - 10,72 s
- 2009:  Gouden Spike - 10,60 s
- 2010: 8e NK - 10,96 s

### 150 m
- 2012: 10e Ter Specke Bokaal te Lisse - 16,38 s

### 200 m
- 2012: 8e Gouden Spike - 21,79 s

### 300 m
- 2012: 7e Ter Specke Bokaal - 35,06 s

### 60 m horden
- 2002: 6e in serie EK indoor - 7,89 s
- 2003:  NK indoor - 7,80 s
- 2005:  NK indoor - 7,80 s
- 2006:  NK indoor - 7,83 s
- 2007:  NK indoor - 7,93 s

### 110 m horden
- 2003:  NK - 14,32 s
- 2004:  NK - 14,09 s
- 2005:  NK - 13,97 s
- 2006:  NK - 14,15 s

### tienkamp
- 2000: DNF WK U20
- 2001: 9e EK U23 - 7469 p